# Polygala marquesiana
Polygala marquesiana là một loài thực vật có hoa trong họ Polygalaceae. Loài này được J.F.B.Pastore & T.B.Cavalc. mô tả khoa học đầu tiên năm 2008.